# Pleioceras gilletii
Pleioceras gilletii är en oleanderväxtart som beskrevs av Otto Stapf. Pleioceras gilletii ingår i släktet Pleioceras och familjen oleanderväxter. Inga underarter finns listade i Catalogue of Life.